# Jordán (Brdská vrchovina)
Jordán je jedním z nejznámějších vrchů Středních Brd, který leží cca 6 km východně od Strašic v CHKO Brdy.
Stejně se jmenuje i bývalá vojenská cílová plocha, která se rozkládá v jeho severních svazích, ve východních svazích Dlouhého vrchu a západních a severních svazích spočinku Houpák. Ta je dnes ovšem přístupná pouze po značených zpevněných komunikacích.

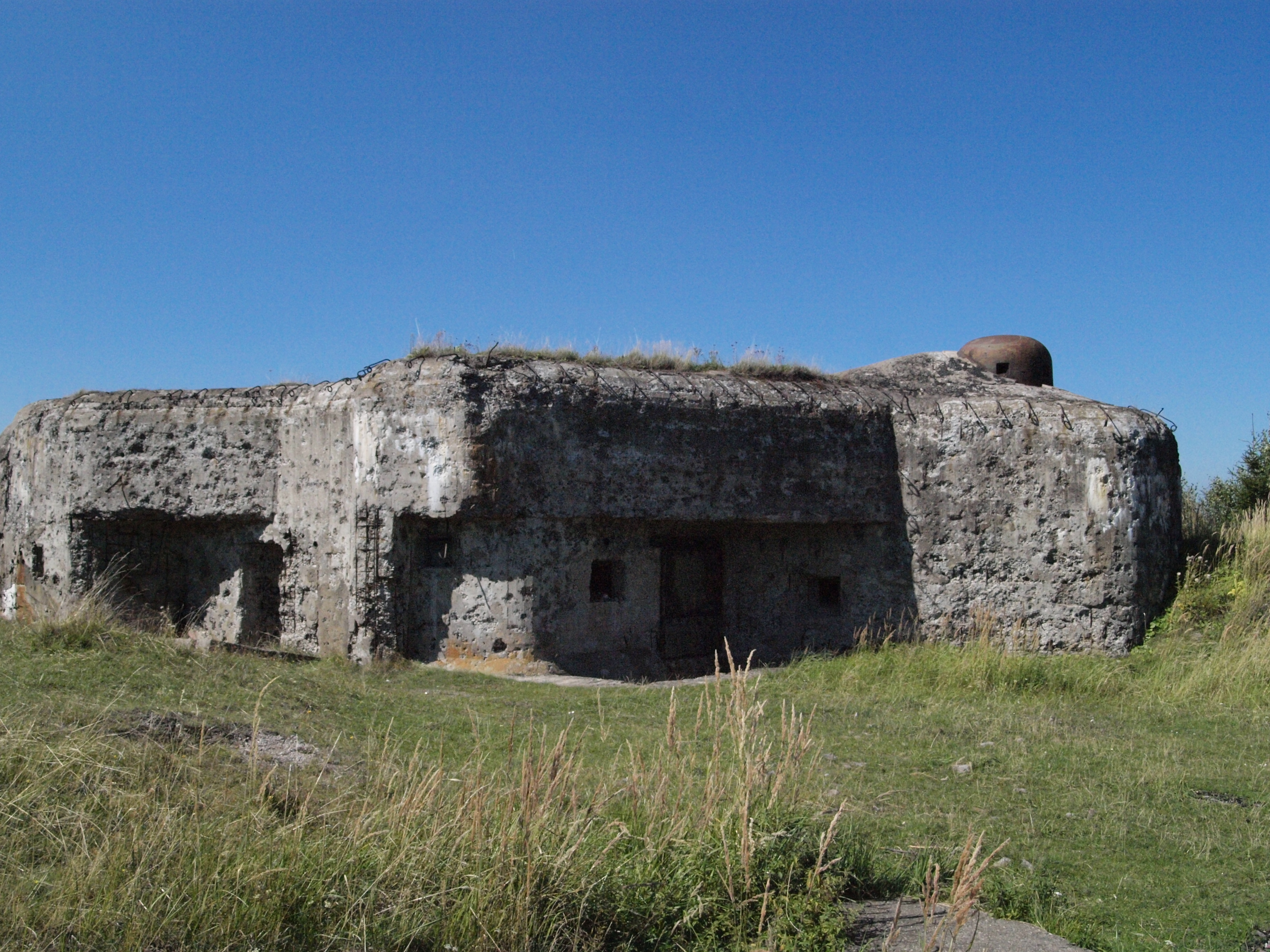
Cvičný pěchotní srub CE na dopadové ploše Jordán

## Popis

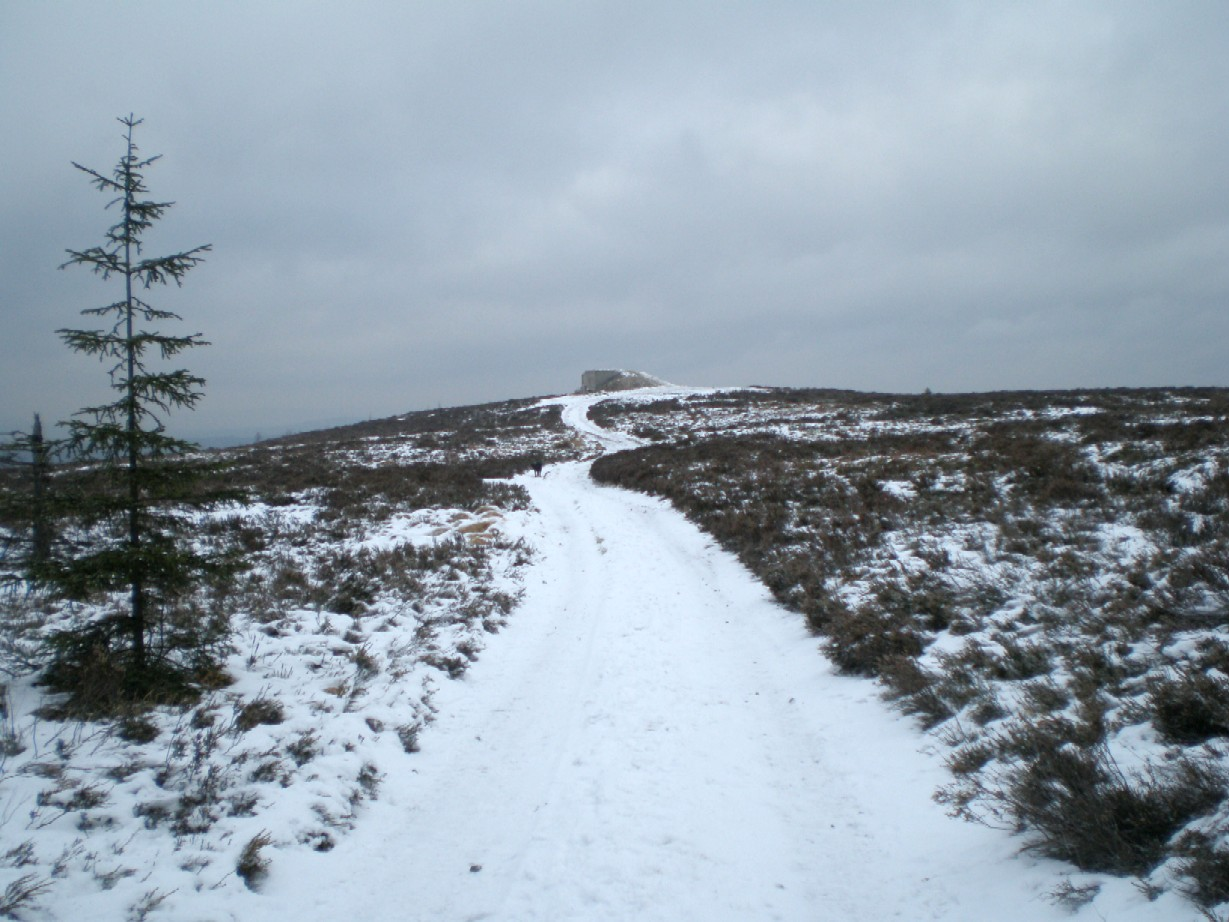
Houpák (796 m)

Obecná známost těchto míst se týká spíše právě cílové plochy, méně již samotného vrchu, jehož temeno je porostlé smrkovým lesem a je již prakticky mimo zájem návštěvníků, podobně jako další blízký vrch, Hlava.
Velmi populární jsou ovšem pláně mezi Jordánem a Houpákem, které patřily již před uvolněním vstupu k nejnavštěvovanějším lokalitám Středních Brd. Je to dáno velmi romantickým charakterem těchto míst, mimořádnými rozhledy (lze dohlédnout na celé pásmo Krušných hor), a určitě také vojenskou historií tohoto místa a stavbami, které se tu nacházejí.
Po založení brdské střelnice v r. 1926, byla právě jordánská plocha jedním ze dvou míst v Brdech (tím druhým byla Baština - Brda), kde se později testovaly prvky československého opevnění. Byl zde vybudován (dokončen v r. 1936) pěchotní srub CE, v němž bylo intenzivně testováno vybavení a výzbroj pro československé opevnění a který byl také sám podroben ostřelovacím zkouškám. Pevnostních staveb je ovšem na ploše Jordán více, později přibyly i ty, které zde vystavělo nacistické Německo, které brdskou střelnici využívalo také (pod názvem „Truppenübungsplatz Kammwald“), některé objekty byly vybudovány i po II. světové válce.
Samotná dopadová plocha sloužila nejen pro dělostřelectvo, ale i pro nácvik leteckého bombardování s pumami do 100 kg a ke zkouškám vyvíjeného leteckého zbraňového systému (kulometu) „Plamen“.
Od roku 2016 je bývalá cílová dopadová plocha Jordán volně přístupná, avšak pohybovat se lze pouze po značených zpevněných komunikacích, neboť se zde stále nachází velké množství nevybuchlé munice.
Jordánská plocha však představuje i cenné území pro botaniky a zejména geomorfology. Právě tady (a na Toku) se vyskytují velmi zajímavá a vzácná společenstva rostlin a geomorfologické útvary (kamenné polygony a mrazové trhliny), které jsou v této zeměpisné šířce a nadmořské výšce v Evropě zcela unikátní. Zdejší ekosystém odpovídá tomu, s čím se jinak lze setkat v oblastech blízkých polárnímu kruhu nebo v nepoměrně vyšších pohořích.
V každém případě patří v Brdech Jordán a jeho okolí k tomu nejlepšímu, nejzajímavějšímu a nejatraktivnějšímu, co lze ve Středních Brdech spatřit.[zdroj?]

## Letecké nehody
V tomto prostoru došlo i k řadě leteckých nehod. Mediálně byly prezentovány dvě poslední. Zřícení bojového vrtulníku Mi-24 ze základny v Plzni-Líních v listopadu 1992, kdy zahynula celá posádka a tragédie českého bitevníku L-159 Alca v únoru roku 2003 při níž zahynul pilot.

## Odrazy v kultuře
- Kromě Svěrákovy Obecné školy se zde točily (mj.) i večerníčky o medvíďatech pana Chaloupky.
- Kopec je rovněž průběžně zmiňován v první řadě seriálu Oktopus, poněvadž jeden z odložených případů, případ Jordán, kterým se fiktivní útvar a zejména kapitán Dítě zabývá, se v blízkosti tohoto kopce odehrál. Poslední díl první řady je na tento případ zaměřen.